# Agrostis subrepens
Agrostis subrepens là một loài thực vật có hoa trong họ Hòa thảo. Loài này được (Hitchc.) Hitchc. mô tả khoa học đầu tiên năm 1937.